# Juillac (Corrèze)
Juillac ist eine französische Gemeinde im Département Corrèze in der Region Nouvelle-Aquitaine. Sie gehört zum Kanton L’Yssandonnais im Arrondissement Brive-la-Gaillarde. Die Bewohner nennen sich Juillacois.

## Lage
Juillac grenzt im Norden an Saint-Cyr-les-Champagnes und Concèze, im Osten an Chabrignac, im Süden an Rosiers-de-Juillac und Segonzac, im Südwesten an Sainte-Trie sowie im Westen an Salagnac und Saint-Mesmin. Im Gemeindegebiet entspringt das Flüsschen Roseix sowie sein Zufluss Tournerie.

## Bevölkerungsentwicklung

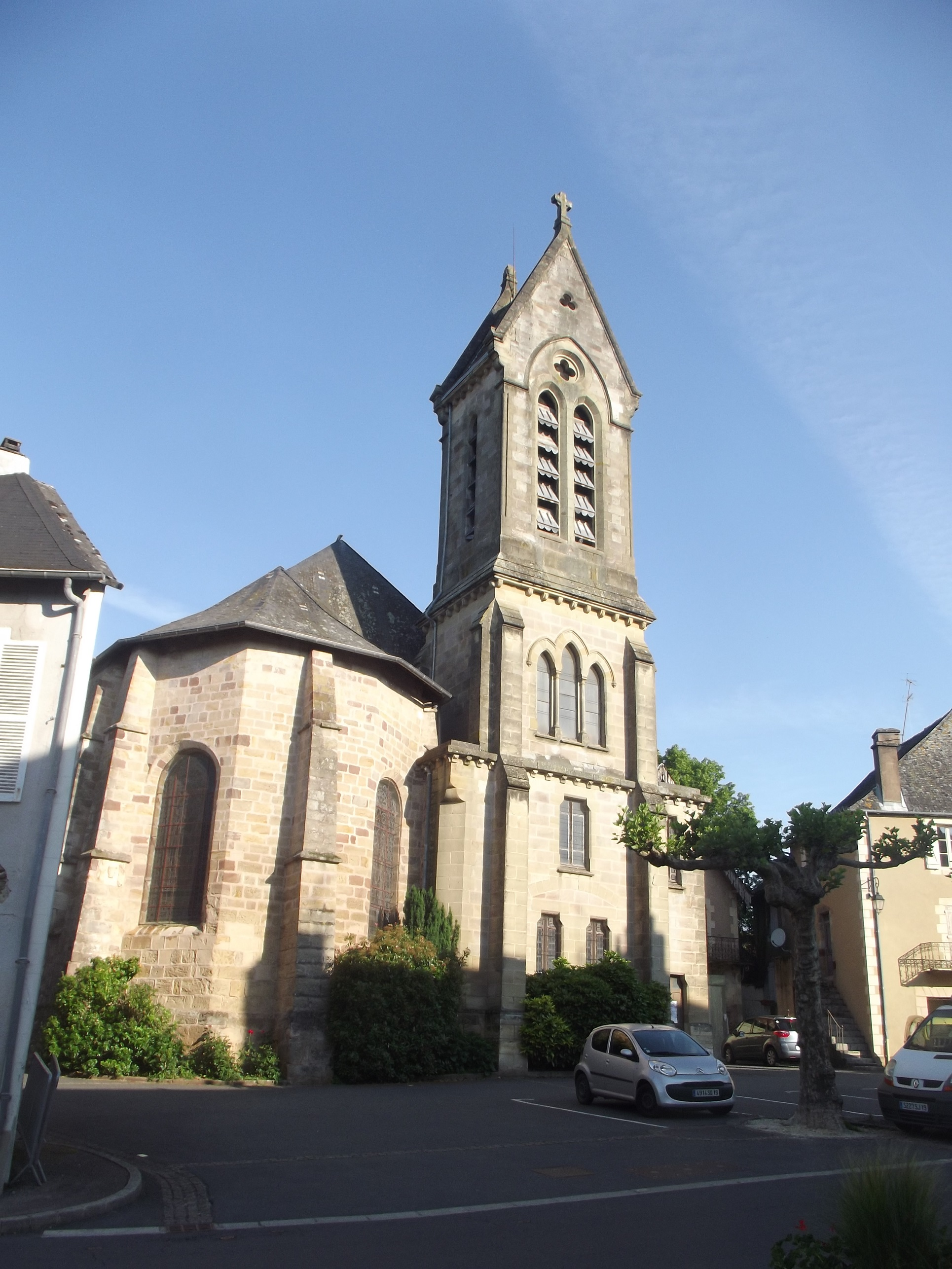
Kirche Saint-Germain

| Jahr      | 1962 | 1968 | 1975 | 1982 | 1990 | 1999 | 2008 | 2019 |
| --------- | ---- | ---- | ---- | ---- | ---- | ---- | ---- | ---- |
| Einwohner | 1522 | 1452 | 1268 | 1215 | 1108 | 1089 | 1182 | 1114 |